# Loyal (Wisconsin)
Loyal – miasto w Stanach Zjednoczonych, w stanie Wisconsin, w hrabstwie Clark.